# Ascanio II Piccolomini
Ascanio Piccolomini (Florença, 1590 – Roma, 14 de setembro de 1671) foi arcebispo de Siena de 1629 a 1671.

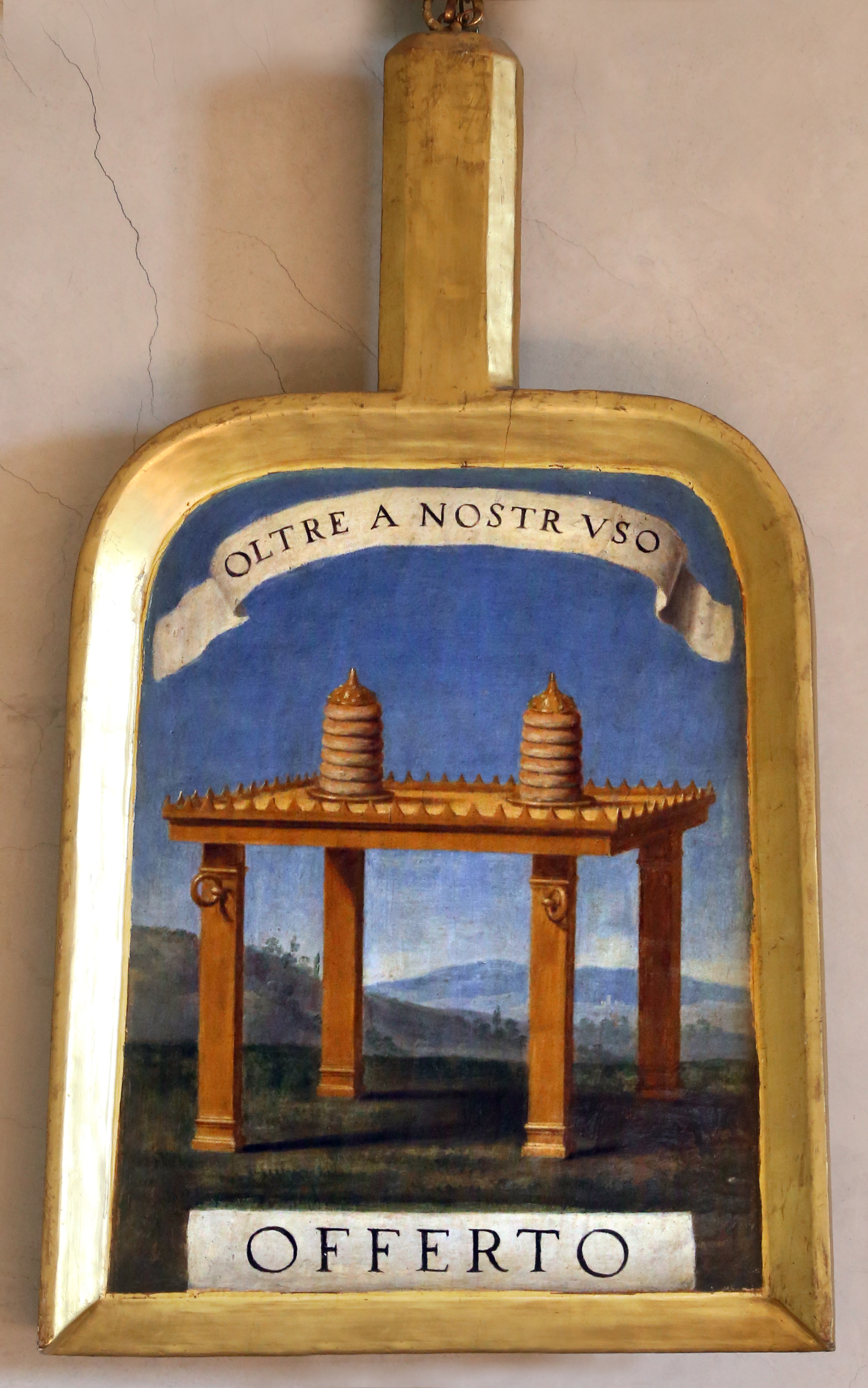
Pá de Ascanio Piccolomini na Accademia della Crusca

Ascanio foi pupilo matemático de Bonaventura Cavalieri. Hospedou Galileu Galilei em Siena. De acordo com Dava Sobel, a capacidade de Galileu "ressurgir das cinzas de sua condenação pela Inquisição" e completar talvez seu livro mais influente, Duas Novas Ciências, "deveu-se em grande parte à bondade solícita de Piccolomini".
Foi o irmão mais jovem do comandante Ottavio Piccolomini. 
Enquanto bispo foi o principal co-consagrante de Carlo Fabrizio Giustiniani, bispo de Accia e Mariana (1656).